# Caso Johnny Depp contra The Sun
Johnny Depp contra The Sun es un caso judicial por difamación en Inglaterra, iniciado cuando el actor Johnny Depp demandó a News Group Newspaper Ltd, al diario The Sun y al editor ejecutivo Dan Wootton. Se lo conoce con el nombre de "Johnny Depp contra "News Group Newspapers Ltd". La demanda se debe a un artículo de 2018 en el diario The Sun, que describía a Depp como "golpeador de esposas". Depp también demandó a Amber Heard, su anterior esposa y el testigo de defensa principal, en un caso separado en los Estados Unidos. El Tribunal Superior consideró que Depp había perdido su demanda por difamación al considerar que las alegaciones de Heard eran "sustancialmente ciertas".
Heard afirmó públicamente por primera vez que Depp había abusado de ella en mayo de 2016, cuando solicitó el divorcio y una orden de restricción temporal en su contra. En abril de 2018, The Sun, publicado por NGN, publicó un artículo titulado "GONE POTTY ¿Cómo puede JK Rowling ser "genuinamente feliz" en el reparto de Johnny Depp en la nueva película de Fantastic Beasts?", escrito por el editor ejecutivo del periódico, Dan Wootton. Depp demandó a Wootton y NGN por difamación, afirmando que quería limpiar su nombre y alegando que Heard había mentido sobre el abuso y, de hecho, lo había abusado. En su defensa, NGN y Wootton presentaron 14 incidentes de presunto abuso doméstico cometidos por Depp. Durante el juicio de tres semanas muy publicitado en Londres en julio de 2020, tanto Heard como Depp testificaron en persona.
En noviembre de 2020, el Tribunal Superior dictaminó que Depp había perdido su caso ya que 12 de los 14 incidentes alegados por NGN y Wootton habían sido "probados a nivel civil". Depp apeló sin éxito para revocar el veredicto. Tras el fallo, renunció a su papel en la franquicia de Animales Fantásticos. El caso se consideró perjudicial para las carreras y la reputación pública de Depp y Heard.

## Veredicto
News Group confió en una defensa legal de la verdad, con una carga civil de prueba para mostrar que la reclamación era sustancialmente cuidadosa en el equilibrio de probabilidades. El 2 de noviembre de 2020, el tribunal gobernado a favor de News Group. El Sr. Justice Nicol encontró que las agresiones fueron probadas en 12 de los 14 incidentes informados por Heard, y con esto las consideraciones eran suficientes de mostrar que la información en el artículo de aquel The Sun era sustancialmente verdadera.

## Repercusiones
Siguiendo la publicación del veredicto, NGN emitió un refrán de declaración: "The Sun se ha mantenido en pie y hecho campaña para las víctimas de abuso doméstico por 20 años. Las víctimas de abuso doméstico nunca tienen que ser silenciadas, y damos las gracias al juez Nicol por su consideración prudente y damos las gracias a Amber Heard su valor al dar evidencia al tribunal".
La abogada de Heard, Elaine Charlson Bredehoft, quién la representa en el caso de difamación relacionado en los EU, declaró que "Para aquellos de nosotros presentes para la prueba de tribunal supremo de Londres, esta decisión y el juicio no son una sorpresa. Muy pronto,   presentaremos aún más evidencia en los EU. Estamos por obtener la justicia para Amber Heard en el tribunal de EE.UU. y defendiendo a la señora Heard su derecho a la libre expresión."
Lisa King, de la organización benéfica contra la violencia doméstica Refuge, dijo: "Esta es una decisión importante y esperamos que envíe un mensaje muy poderoso: cada sobreviviente de abuso doméstico debe ser escuchado y atendido. Ningún sobreviviente debería tener su voz silenciada. Una táctica común utilizada por los perpetradores de abuso doméstico es decir repetidamente a las víctimas que nadie les creerá y usar el poder y el control para tratar de silenciarlas. Lo que hemos visto hoy es que el poder, la fama y los recursos económicos no se pueden utilizar para silenciar a las mujeres. Ese es un mensaje de bienvenida para las sobrevivientes de abuso doméstico en todo el mundo. Nos solidarizamos con Amber Heard, quien ha demostrado una inmensa valentía al hablar y denunciar".
La diputada laborista Jess Phillips dijo que Heard fue objeto de un "asesinato de carácter" en los medios. Phillips afirmó que "las mujeres abusadas no son un tipo de imagen perfecta de victimización que incitaría la simpatía de todos los que conocieron".
Como resultado de este veredicto, Depp fue obligado a renunciar a su papel como Gellert Grindelwald en la saga de películas Animales fantásticos a pedido de Warner Bros.
Depp planea apelar el veredicto, con un representante de su bufete de abogados diciendo: "Lo más preocupante es la confianza del juez Nicol en el testimonio de Amber Heard, y la correspondiente indiferencia que le da a la montaña de contra-evidencia de los oficiales de policía, médicos, la propia ex-asistente de Heard, junto con otros testigos indiscutibles y una serie de pruebas documentales que socavaron por completo las acusaciones, punto por punto. Todo esto se pasó por alto. La sentencia es tan errónea que sería ridículo que el señor Depp no apelara esta decisión"

## Internet
Se ha informado que Heard fue objeto de amenazas de muerte anónimas y acoso en las redes sociales. En agosto de 2020, Heard presentó una demanda contra Depp alegando que él y su equipo "organizaron una campaña de desprestigio falsa y difamatoria" contra ella y que supuestamente "controlaron y/o manipularon" cuentas de redes sociales con el objetivo de apuntar a Heard.